# Yaypan
Yaypan es una localidad de Uzbekistán, en la provincia de Ferganá.
Se encuentra a una altitud de 444 m sobre el nivel del mar. 

## Demografía
Según estimación de 2010 contaba con una población de 22 115 habitantes.